# Пронское водохранилище
Про́нское водохранилище — водоём, образованный на реке Проня на границе Тульской и Рязанской областей. Является крупнейшим водохранилищем этих регионов по полному и полезному объёму.
Створ плотины находится у села Гремячее Новомосковского района в 261 км от устья реки. Ограничено земляной плотиной максимальной высотой 18,7 м и длиной по гребню 242 м. В длину водохранилище простирается на 26 км, а максимальная ширина его достигает 2 км. Протяжённость береговой линии 81 км. Площадь зеркала водоёма равна 16,2 км². Средняя глубина — 4,4 м, максимальная — 15,5 м.
Водохранилище руслового типа, осуществляет многолетнее регулирование стока. Средний сток в створе гидроузла 113 млн м³, за половодье — 70 млн м³.
Нормальный подпорный уровень (НПУ) 162,5 м. Полный объём водохранилища при НПУ 71,5 млн м, полезный — 66,3 млн м³, площадь водного зеркала при НПУ 16,2 км². Площадь водосбора в створе гидроузла 886 км². Площадь затопленных земель 13 км².
В водохранилище впадают реки Глинка, Марковка, Тетяковка.
Введено в эксплуатацию в 1968 году. Используется для водоснабжения НАК «Азот», для орошения и в рекреационных целях. Пронское водохранилище предполагается использовать для снабжения водой Новомосковска. На побережье водохранилища расположены населённые пункты Стрельцы, Пушкари, Ржевка, Красное Городище, Горностаевские Выселки, Солнечное, Благовещенский.
По северной части плотины проходит федеральная автодорога Р132 Калуга — Тула — Михайлов — Рязань.
Водохранилище изобилует обитателями ихтиофауны, как то: судак, лещ, сазан, карась, щука, плотва, карп, окунь.

Сбросной шлюз